# Episodi di The Last of Us (seconda stagione)
La seconda stagione della serie televisiva The Last of Us, composta da sette episodi, è stata trasmessa sul canale statunitense HBO dal 13 aprile al 25 maggio 2025. In questa stagione viene adattata la prima parte del videogioco The Last of Us Parte II.
In Italia, la stagione è andata in onda in prima visione sul canale satellitare Sky Atlantic dal 14 aprile al 26 maggio 2025.
| nº | Titolo originale   | Titolo italiano      | Prima TV USA   | Prima TV Italia |
| -- | ------------------ | -------------------- | -------------- | --------------- |
| 1  | Future Days        | Future Days          | 13 aprile 2025 | 14 aprile 2025  |
| 2  | Through the Valley | Through the Valley   | 20 aprile 2025 | 21 aprile 2025  |
| 3  | The Path           | Il percorso          | 27 aprile 2025 | 28 aprile 2025  |
| 4  | Day One            | Giorno uno           | 4 maggio 2025  | 5 maggio 2025   |
| 5  | Feel Her Love      | Accogli il suo amore | 11 maggio 2025 | 12 maggio 2025  |
| 6  | The Price          | Il prezzo            | 18 maggio 2025 | 19 maggio 2025  |
| 7  | Convergence        | Convergenza          | 25 maggio 2025 | 26 maggio 2025  |

## Future Days
- Diretto da: Craig Mazin
- Scritto da: Craig Mazin

### Trama
Cinque anni dopo gli eventi della prima stagione, Joel ed Ellie, ora diciannovenne, vivono a Jackson, in Wyoming, ma il loro rapporto si è incrinato. Gail, la psicoterapeuta di Joel, ammette durante una seduta il suo risentimento nei confronti di lui per aver ucciso suo marito Eugene, circa un anno prima; nel corso della stessa seduta, Joel esprime la sua tristezza causata dal distacco di Ellie nei suoi confronti, ma continua a tenere nascosto il massacro delle Luci da lui compiuto quando la salvò anni prima all'ospedale di Salt Lake City. 
Ellie e la sua migliore amica Dina vengono mandate in pattuglia fuori dalle mura della città da Jesse, insieme ad un ragazzo asiatico di Jackson nonché ex fidanzato di Dina. Durante la ronda le due ragazze trovano un nido infetto all'interno di un supermercato, dove Ellie, rimasta isolata, uccide un nuovo tipo di infetto, insolitamente intelligente che segue la vittima e la attacca silenziosamente, ma non prima di essere morsa; Ellie nasconde il morso a Dina, non potendo rivelare a nessuno della sua immunità, e le due tornano a Jackson. La sera stessa in città si tiene la festa di capodanno del 2029: durante un ballo insieme, Ellie e Dina si baciano e per questo, subito dopo, Seth, l'omofobo proprietario del bar, le aggredisce verbalmente; ciò causa l'intervento di Joel, non gradito da Ellie, che sostiene di non avere bisogno del suo aiuto.
Durante quella stessa notte, cominciano a crescere ife di Cordyceps da una tubatura danneggiata a Jackson; nel frattempo un gruppo di ex Luci, capitanato da una ragazza di nome Abby, si avvicinano alla città osservandola da lontano, tutti decisi a cercare e uccidere Joel per vendicare la strage all'ospedale di cinque anni prima.
- Durata: 57 minuti
- Guest star: Kaitlyn Dever (Abigail "Abby" Anderson), Rutina Wesley (Maria Miller), Robert John Burke (Seth), Spencer Lord (Owen Moore), Tati Gabrielle (Nora Harris), Ariela Barer (Mel), Danny Ramirez (Manny Alvarez), Ezra Agbonkhese (Benjamin "Benji" Miller), Finn Higgins (Caleb), Noah Lamanna (Kat), Catherine O'Hara (Gail Lynden).
- Ascolti USA: telespettatori 938 000 – rating 18-49 anni 0,31%[4]
- Nota: il titolo dell'episodio si riferisce al brano dei Pearl Jam, che nel prologo del videogioco, Joel (Troy Baker) suona e canta a Ellie.[5]

## Through the Valley
- Diretto da: Mark Mylod
- Scritto da: Craig Mazin

### Trama
Dopo essersi rifugiata in uno chalet abbandonato vicino a Jackson, Abby è decisa nella sua missione di uccidere Joel, mentre i suoi amici, preoccupati per la sorveglianza della città e la mancanza di un piano di Abby, considerano il ritiro. Durante una pattuglia con Jesse, Ellie parla della sua relazione tesa con Joel, che nel frattempo era partito prima in pattuglia con Dina. Mentre si avvicina a Jackson, Abby nota Joel e Dina a cavallo e risveglia accidentalmente una grande orda di infetti che si nascondono sotto la neve. Abby cerca di fuggire a fatica da loro, ma viene salvata proprio da Joel. Nel frattempo, durante una tormenta di neve, un nutrito gruppo di infetti si dirige a Jackson, portando a una battaglia in cui la città subisce gravi danni e vittime. Abby porta Joel e Dina allo chalet con il pretesto di aspettare che la tormenta cessi in modo tale da tenerli lontani da Jackson; dopo aver messo fuori combattimento Dina, Abby  rivela a Joel di essere la figlia del medico delle Luci da lui ucciso a Salt Lake City e, dopo un discorso pieno di dolore e rabbia, picchia brutalmente Joel con una mazza da golf. Ellie si separa da Jesse e va alla ricerca di Joel e Dina; la ragazza si fa strada all'interno dello chalet, ma viene immobilizzata dal gruppo di Abby, la quale uccide Joel davanti agli occhi di una Ellie impotente. A quella scena, straziata dal dolore, lei promette di uccidere Abby e tutti i suoi amici, con questi che lasciano il rifugio e se ne vanno. Mentre Jackson inizia a riprendersi dalla carneficina della battaglia contro gli infetti, Ellie, Jesse e Dina ritornano a casa con il corpo di Joel.
- Durata: 54 minuti
- Guest star: Kaitlyn Dever (Abigail "Abby" Anderson), Rutina Wesley (Maria Miller), Robert John Burke (Seth), Spencer Lord (Owen Moore), Tati Gabrielle (Nora Harris), Ariela Barer (Mel), Danny Ramirez (Manny Alvarez), Ezra Agbonkhese (Benjamin "Benji" Miller).
- Ascolti USA: telespettatori 643 000 – rating 18-49 anni 0,16%[6]
- Nota: il titolo dell'episodio si riferisce al brano di Shawn James, eseguito da Ashley Johnson sia nel videogioco che nella serie.[7]

## Il percorso
- Titolo originale: The Path
- Diretto da: Peter Hoar
- Scritto da: Craig Mazin

### Trama
In seguito all'attacco degli infetti a Jackson e alla morte di Joel, Tommy ripulisce il corpo del fratello, mentre Ellie viene ricoverata in ospedale e si sveglia urlando al ricordo dell'uccisione dell'uomo che vedeva come un padre. Tre mesi dopo, Jackson è ancora in fase di ricostruzione ed Ellie viene considerata fisicamente pronta a lasciare l'ospedale. Si sottopone a una valutazione psicologica con Gail, che le chiede cosa provi per la morte di Joel e fa riferimento alla loro ultima seduta insieme, in cui lui le aveva detto di aver salvato Ellie. Sebbene Gail lo sospetti, Ellie afferma di non sapere a cosa si riferisse e insiste di essersi ripresa mentalmente. Successivamente si reca a casa di Joel, prendendo la sua pistola e commuovendosi dopo aver toccato la sua giacca. Dina arriva in casa e dice ad Ellie che il gruppo che ha ucciso Joel sono membri del Washington Liberation Front (WLF), che risiedono a Seattle, e che colei che lo ha ucciso si chiama Abby. Durante un'assemblea pubblica, diversi cittadini si oppongono all'invio di un gruppo a Seattle per rintracciarli; Seth sostiene con rabbia che dovrebbero mandare il gruppo a difendere Jackson, ed Ellie legge una lettera per convincere i cittadini a mandare il gruppo per fare giustizia, non per vendetta. Otto degli undici membri del consiglio comunale respingono la proposta. Tommy parla con Gail ed esprime la sua preoccupazione che Ellie possa fare qualcosa di avventato dopo l'esito del voto, e Gail gli dice che alcune persone non possono essere salvate da se stesse e dalle loro azioni. Mentre Ellie si prepara a partire per Seattle da sola, Dina bussa alla sua porta, affermando che si unirà a lei, portando le scorte necessarie per il viaggio. Seth le aiuta a lasciare Jackson, donando il suo fucile. La mattina seguente, Ellie lascia dei chicchi di caffè sulla tomba di Joel. Mentre lei e Dina viaggiano verso Seattle, discutono del loro bacio alla festa di Capodanno, sostenendo che non significasse nulla. Più tardi, Ellie e Dina incontrano un gruppo di Serafiti morti, tra cui una ragazzina, il che fa rimettere Dina a causa dell'odore; le due arrivano a Seattle ma notano la mancanza di membri del WLF. Nel frattempo, un convoglio di decine di soldati del WLF marcia per le strade di Seattle con diversi veicoli blindati.
- Durata: 54 minuti
- Guest star: Rutina Wesley (Maria Miller), Robert John Burke (Seth), Danny Ramirez (Manny Alvarez), Michael Abbott Jr. (Jacob), Catherine O'Hara (Gail Lynden).
- Ascolti USA: telespettatori 768 000 – rating 18-49 anni 0,18%[9]

## Giorno uno
- Titolo originale: Day One
- Diretto da: Kate Herron
- Scritto da: Craig Mazin

### Trama
Nel 2018, Isaac Dixon uccide la sua squadra della Federal Disaster Response Agency (FEDRA) e si schiera dalla parte del Washington Liberation Front. Undici anni dopo, Isaac, ora leader del WLF, interroga e in seguito uccide un Serafita che si rifiuta di rivelare la posizione del suo gruppo. Il primo giorno a Seattle, Ellie e Dina si imbattono nei resti dei conflitti tra la FEDRA e il WLF. Si nascondono in un negozio di musica dove Ellie trova una chitarra e canta Take on Me a Dina, che si sta innamorando di lei. Di notte, si imbattono in diversi soldati del WLF brutalmente assassinati e impiccati dai Serafiti e sfuggono a una squadra di supporto del WLF in arrivo attraverso la metropolitana. Le due fuggono dal WLF e dagli infetti nella metropolitana, ma Ellie viene morsa mentre salva Dina. Mentre si nascondono in un teatro abbandonato, Dina, con il cuore spezzato, si prepara a sparare a Ellie, che la implora di aspettare e le rivela la sua immunità, quindi Ellie chiede a Dina di vegliare su di lei mentre dorme, per dimostrare che non si trasformerà. Nel mezzo della notte Ellie si sveglia a causa della pioggia e Dina, ormai convinta, confessa a Ellie di essere incinta. Le due ragazze hanno un rapporto sessuale. La mattina dopo, Dina ammette che Jesse è il padre del suo bambino, ma condivide che vuole un futuro e una famiglia insieme a Ellie, che ricambia il sentimento. Grazie ad una ricetrasmittente le due ascoltano una conversazione del WLF, tra cui l'amica di Abby, Nora, che ora risiede nell'ospedale Lakehill. Ellie offre a Dina la scelta di rimanere nascosta e proteggere la sua gravidanza, ma Dina insiste nel proseguire insieme.
- Durata: 51 minuti
- Guest star: Jeffrey Wright (Isaac Dixon), Alanna Ubach (Hanrahan), Josh Peck (Janowicz), Ben Ahlers (Burton).
- Ascolti USA: telespettatori 774 000 – rating 18-49 anni 0,20%[10]

## Accogli il suo amore

Ellie mentre affronta Nora

- Titolo originale: Feel Her Love
- Diretto da: Stephen Williams
- Scritto da: Craig Mazin

### Trama
All'ospedale Lakehill gestito dal WLF, Hanrahan interroga il sergente Elise Park, che ha guidato un'operazione con suo figlio Leon per ripulire il seminterrato dell'ospedale dagli infetti, dove l'epidemia iniziò a diffondersi a Seattle. Leon l'informò che i soldati scoprirono che il Cordyceps iniziò a diffondersi nell'aria e disse a sua madre di rinchiuderli. Hanrahan elogia la decisione di Elise e dice che solo pochi selezionati sapranno della natura aerea del fungo, poiché l'ospedale è troppo importante per perderlo.
Durante il tragitto verso l'ospedale, Ellie e Dina vengono attaccate da degli stalker ma vengono salvate da Jesse, che era arrivato a Seattle con Tommy per cercarle. Inseguiti dal WLF, tutti e tre entrano in un parco della zona e assistono allo sventramento di un soldato del WLF da parte dei Serafiti. I Serafiti colpiscono Dina alla gamba con una freccia e Jesse la porta fuori dal parco mentre Ellie li distrae con dei colpi di pistola, proseguendo poi da sola verso l'ospedale. Qui incontra Nora e la insegue in una sezione di quarantena dell'ospedale dove scopre che il Cordyceps si diffonde nell'aria e passa attraverso le spore. Ellie mette alle strette Nora, ora infetta dalle spore, la quale, vedendo Ellie respirare le spore, capisce che era lei la ragazza immune per la quale Joel aveva ucciso le Luci. Ellie rivela di sapere già cosa ha fatto Joel per salvarla anni prima e tortura brutalmente Nora con un tubo per scoprire dove si trova Abby. In un flashback, Ellie si sveglia a Jackson e viene accolta da Joel.
- Durata: 43 minuti
- Guest star: Alanna Ubach (Hanrahan), Tati Gabrielle (Nora Harris), Hettienne Park (Elise Park).
- Ascolti USA: telespettatori 652 000 – rating 18-49 anni 0,14%[11]

## Il prezzo
- Titolo originale: The Price
- Diretto da: Neil Druckmann
- Scritto da: Neil Druckmann, Halley Gross e Craig Mazin

### Trama
Nel 1983, i giovani Joel e Tommy vivono nella paura del loro padre violento, Javier; dopo che Tommy è stato derubato della marijuana, Joel ha istigato una rissa e i due si sono cacciati nei guai. Javier non li picchia e invece offre a Joel una birra, rivelando di essere stato abusato in modo ancora più violento dal suo stesso padre da bambino. Condividendo il senso di colpa per la propria violenza, Javier afferma di sperare che Joel se la cavi meglio con i propri figli.
Due mesi dopo il suo arrivo a Jackson, Ellie si ustiona l'avambraccio per coprire il morso. Per il suo compleanno, Joel le regala una torta e una chitarra personalizzata. Ellie gli chiede di cantare una canzone e lui canta Future Days. Per il suo sedicesimo compleanno, Joel porta Ellie in un museo abbandonato, dove si arrampica su una statua di un dinosauro. Seduta nel modulo dell'Apollo 15, ascolta un'audiocassetta del decollo dell'Apollo 11 e immagina di viaggiare nello spazio. Nel giorno del suo diciassettesimo compleanno, Joel si introduce nella stanza di Ellie dopo che lei ha fumato marijuana e avuto un rapporto intimo con Kat, che le ha tatuato una falena sull'avambraccio. Ellie gli rivela la sua intenzione di trasferirsi in garage; i due litigano, ma Joel cede, e la distanza tra loro aumenta.
Nel giorno del suo diciannovesimo compleanno, mentre i sospetti di Ellie sulla storia di Joel sulle Luci aumentano, Joel la lascia andare con lui in pattuglia. Incontrano Eugene, che è stato morso e implora Joel di lasciargli vedere sua moglie Gail prima che si trasformi. Ellie convince Joel ad accettare, e lui glielo promette. Mentre recupera i cavalli, Joel porta via Eugene prima di giustiziarlo, cosa che Ellie scopre per caso. A Jackson, Joel mente a Gail, dicendole che Eugene si è suicidato, ma Ellie, rendendosi conto che le aveva mentito sulle Luci anni prima, rivela con rabbia le sue bugie a una Gail sconvolta.
Dopo la festa di Capodanno, Ellie raggiunge Joel sul portico. Gli chiede la verità su quanto accaduto con le Luci. Joel ammette in lacrime di averle uccise per salvare la vita di Ellie, impedendo loro di trovare una cura. Ellie, infuriata, afferma di averle egoisticamente tolto lo scopo della sua vita. Joel ammette di non avere rimpianti perché le vuole bene  e le dice che spera che lei possa fare di meglio con i suoi figli. Lei afferma di non credere di poterlo perdonare, ma è disposta a provarci.
Nel 2029, dopo aver ucciso Nora, Ellie ritorna nel teatro.
- Durata: 57 minuti
- Guest star: Rutina Wesley (Maria Miller), Robert John Burke (Seth), Tony Dalton (Javier Miller), Joe Pantoliano (Eugene Lynden), Catherine O'Hara (Gail Lynden).
- Ascolti USA: telespettatori 701 000 – rating 18-49 anni 0,16%[12]

## Convergenza
- Titolo originale: Convergence
- Diretto da: Nina Lopez-Corrado
- Scritto da: Neil Druckmann, Halley Gross e Craig Mazin

### Trama
Dopo aver torturato Nora nei sotterranei dell'ospedale infestati dal Cordyceps, durante la notte Ellie raggiunge Dina e Jesse al teatro, dove il gruppo si ferma a curare le proprie ferite e Ellie confida a Dina ciò che aveva fatto Joel anni prima a Salt Lake City per salvarle la vita. Dopo tutti i pericoli passati, il trio decide di ricongiungersi a Tommy il mattino dopo per poi lasciare Seattle.
Di giorno, Ellie e Jesse si incamminano alla ricerca di Tommy mentre Dina rimane nel teatro per via della ferita alla gamba. Durante il tragitto i due ragazzi discutono sulla loro situazione personale, Jesse capisce così che Dina è incinta di suo figlio ed è ancora più deciso a riportare tutti a Jackson. Mentre si rifugiano dalla pioggia in una libreria intercettano le comunicazioni alla radio del WLF, scoprendo che un cecchino sta tenendo bloccate le loro unità nei pressi dei moli: i due ragazzi intuiscono che si tratta di Tommy e raggiungono un luogo sopraelevato dell'edificio per individuare i moli per raggiungerlo, quando Ellie scorge in lontananza un acquario con una ruota panoramica e, dalle poche parole confuse estorte a Nora, capisce che Abby si trova lì e ha intenzione di trovarla, ma Jesse vuole che lasci perdere e vadano ad aiutare Tommy. I due ragazzi litigano finché non decidono di prendere strade diverse, così Jesse si dirige verso Tommy e Ellie va verso i moli a cercare una barca a motore per raggiungere l'acquario via mare. Raggiunti i moli a notte inoltrata, scorge da lontano un esercito del WLF che si appresta ad attaccare l'isola dei Serafiti. Dopo che se ne sono andati, prende una delle barche rimaste e si dirige verso l'acquario, ma una forte ondata causata da una tempesta le fa perdere il controllo dell'imbarcazione e naufragare sull'isola dei Serafiti. Lì, viene trovata e catturata da un gruppo di loro che si accinge a ucciderla, quando un corno d'allarme proveniente dal loro villaggio li induce a lasciarla perdere e a correre via. Tornata alla barca rimasta sulla costa, riprende il mare e stavolta riesce a raggiungere l'acquario, dove si infiltra ma non trova Abby; in compenso trova all'interno i suoi compagni Owen e Mel, dai cui discorsi intuisce che sappiano dove sia Abby. Minaccia loro di rivelarglielo, ma mentre Owen sta per prendere la mappa afferra invece la pistola, Ellie spara d'istinto uccidendo Owen sul colpo e ferendo Mel alla giugulare. Mel, che è incinta, implora Ellie di salvare il suo bambino tramite taglio cesareo, ma Ellie è troppo scioccata per poterlo eseguire prima che Mel muoia. Tommy e Jesse arrivano sul posto per riportare una sconvolta Ellie al teatro.
Accettando di ritornare a casa, Ellie ringrazia Jesse per averla salvata e insieme raggiungono una reciproca intesa. Quando si sentono degli improvvisi rumori di colluttazione nell'atrio: Abby è arrivata per vendicare i suoi amici, tiene Tommy sotto tiro e uccide all'istante Jesse sparandogli in faccia. Ellie si arrende, implorando Abby di lasciare vivere Tommy e le dice che ha ucciso lei Owen e Mel ed è stata la persona per cui Joel ha ucciso suo padre. Abby afferma con rabbia che ha sprecato la sua possibilità di vivere e punta la pistola su Ellie.
Tre giorni prima, alla base del WLF in un ex stadio sportivo, Manny sveglia Abby, essendo entrambi convocati da Isaac.
- Durata: 48 minuti
- Guest star: Jeffrey Wright (Isaac Dixon), Kaitlyn Dever (Abigail "Abby" Anderson), Spencer Lord (Owen Moore), Danny Ramirez (Manny Alvarez), Ariela Barer (Mel), Hettienne Park (Elise Park), Ben Ahlers (Burton).
- Ascolti USA: telespettatori 680 000 – rating 18-49 anni 0,17%[13]